# Lamellobates engelbrechti
Lamellobates engelbrechti är en kvalsterart som beskrevs av Sandór Mahunka 1989. Lamellobates engelbrechti ingår i släktet Lamellobates och familjen Austrachipteriidae. Inga underarter finns listade i Catalogue of Life.